# Свети Николай (Старчища)
„Свети Николай“ или „Свети Никола“ (на гръцки: Αγίου Νικολάου Περιθωρίου) е възрожденска църква в село Старчища (Перитори), Гърция, част от Зъхненската и Неврокопска епархия. Църквата е построена в 1835 година в западния край на селото. В архитектурно отношение представлява класическата за XIX век трикорабна базилика с дървен покрив. Декорирана е с тухлени кръстове. На северната стена има керамичен надпис „7 март 1835“. В 1911 година е пристроена впечатляваща самостоятелна шестоъгълна камбанария от дялан камък. Датата 1911 е написана в купола. В интериора за зпазени резбовани елементи от 1847 година, както и икони от 1859 и 1864 година. В края на XIX – началото на XX век „Свети Николай“ е българската екзархийска църква в селото, а „Животворящ източник“ е в ръцете на гъркоманите. Църквата е била изписана със сюжети от българската история: Покръстването на Борис I, Проповед на светите братя Кирил и Методий, Борис I се бие с непокорните боляри, Борис I поставя на трона Симеон и ослепява Владимир. Вероятно тези сцени са дело на зографската фамилия Минови, чийто представители рисуват през 1883-1884 година подобни стенописи в църквата „Свети Димитър“ в близкото село Тешово.
В началото на XX век църквата с цялото село е екзархийска – в рапорт до Иларион Неврокопски от 1909 година пише за Старчища:
| „ | Черквата „Св. Никола“ е голямо и хубаво здание. Намира се в средата на селото, в българската част. Училището е хубаво, здраво здание, но сега се нуждае от ремонт и поправяне. | “ |